# Manuel Locatelli
Manuel Locatelli (Lecco, 8 gennaio 1998) è un calciatore italiano, centrocampista della Juventus, di cui è capitano, e della nazionale italiana, con cui è stato campione d'Europa nel 2021.

## Biografia
Completa gli studi presso la "Casa degli Angeli" a Lecco. Sposatosi nel 2022 con Thessa a Villa Palmieri, la coppia ha un figlio, nato nel 2023.

## Caratteristiche tecniche
È un centrocampista centrale dotato tecnicamente, a cui si abbinano buone capacità di interdizione. Grazie alle sue doti nell'impostazione del gioco, viene impiegato principalmente come regista, oltre a poter giocare anche come mezzala. Dispone inoltre di capacità di inserimento e di tiro da fuori area.
Nel 2015 è stato inserito nella lista dei migliori cinquanta calciatori nati nel 1998 stilata dal giornale inglese The Guardian.

## Carriera

### Club

#### Milan
Originario di Galbiate, incomincia a giocare nella squadra oratoriale del Pescate, allenata da suo padre Emanuele. Dopo alcune stagioni nelle giovanili dell'Atalanta, all'età di 11 anni passa al Milan. In rossonero compie la trafila delle squadre giovanili dagli Esordienti alla Primavera.
Nella seconda parte della stagione 2015-2016 viene aggregato alla prima squadra sotto la guida dell'allenatore Cristian Brocchi. Il 21 aprile 2016, a 18 anni, esordisce in Serie A nella partita contro il Carpi (0-0) disputata a San Siro. Il successivo 14 maggio gioca la sua prima partita da titolare, nell'ultimo turno di campionato, a Milano contro la Roma.
Nella stagione successiva trova spazio con l'allenatore Vincenzo Montella, che lo impiega con continuità dopo l'infortunio occorso a Montolivo. Il 2 ottobre 2016 realizza il suo primo gol in Serie A, nella partita vinta 4-3 contro il Sassuolo. Il 22 ottobre realizza il decisivo 1-0 nella classica a San Siro contro la Juventus, riuscendo a far trionfare il Milan sui bianconeri dopo quattro anni; sempre contro i bianconeri, il 23 dicembre si aggiudica la Supercoppa italiana, primo trofeo della sua carriera. Il 25 gennaio 2017, ancora in una sfida con i bianconeri, riceve la sua prima espulsione da professionista. Termina la sua esperienza stagione con 25 presenze in campionato.
All'inizio della stagione successiva, il 3 agosto 2017, fa il suo esordio nelle coppe europee, giocando titolare in occasione della partita di ritorno del terzo turno preliminare di UEFA Europa League vinta per 2-0 contro i rumeni del U Craiova. Spesso titolare in Europa, in campionato ottiene solo 21 presenze in quanto nel suo ruolo gli viene preferito il più esperto Lucas Biglia arrivato in estate. Conclude tuttavia la stagione con 33 presenze totali.

#### Sassuolo
Il 13 agosto 2018 viene ceduto in prestito con obbligo di riscatto al Sassuolo. Esordisce in maglia neroverde il 26 dello stesso mese, alla 2ª giornata di campionato, nella partita pareggiata 2-2 contro il Cagliari alla Sardegna Arena. Segna il primo gol con gli emiliani in Coppa Italia, nella sfida del quarto turno contro il Catania il 5 dicembre, realizzando il definitivo 2-1. Il 26 gennaio 2019 realizza il primo gol in campionato contro il Cagliari, aprendo le marcature nel 3-0 finale e ritrovando il gol in Serie A dopo oltre due anni. Termina la stagione sotto la guida del tecnico Roberto De Zerbi con 29 presenze e 2 reti in campionato.
L'anno seguente si afferma definitivamente, giocando come centrocampista centrale nel modulo 4-2-3-1 utilizzato da De Zerbi, e contribuisce alla ottima stagione del Sassuolo che ottiene l'8ª posizione in campionato. Si conferma nella stagione 2020-2021, realizzando anche 4 gol in campionato e aiutando la squadra a ottenere l'8º posto in classifica per il secondo anno consecutivo.

#### Juventus

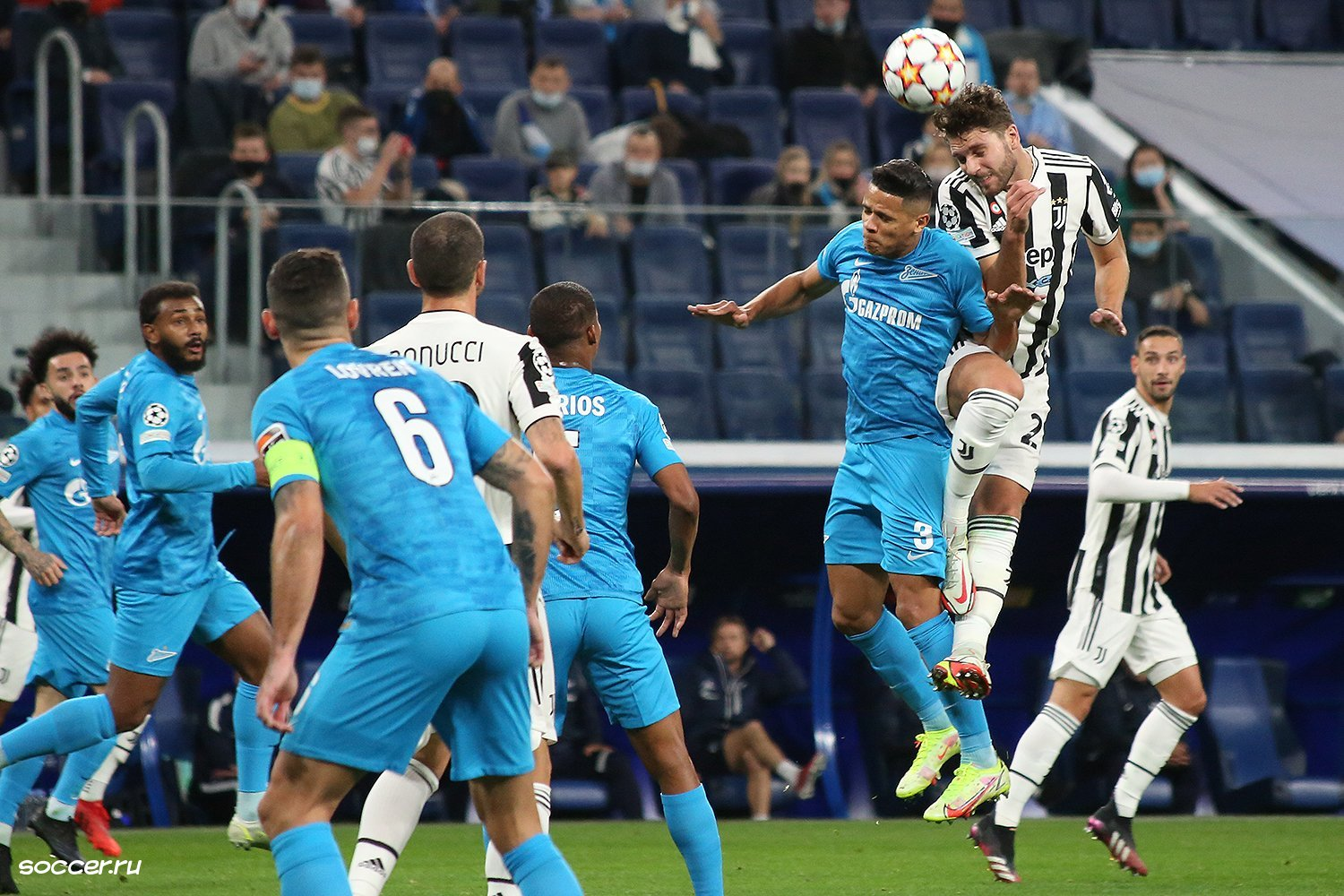
Locatelli (in alto a destra) in maglia juventina, mentre sovrasta di testa un avversario dello nella gara di UEFA Champions League del 20 ottobre 2021.

Il 18 agosto 2021 si trasferisce alla Juventus, attraverso un prestito biennale con obbligo di riscatto pari a 25 milioni di euro (più 12,5 di bonus). Debutta in maglia bianconera quattro giorni dopo, subentrando nel secondo tempo della gara pareggiata per 2-2 sul campo dell'Udinese. Il successivo 14 settembre fa il suo esordio in UEFA Champions League, nella gara della fase a gironi vinta 3-0 in casa del Malmö FF. Quindi il 26 dello stesso mese, nella gara vinta 3-2 contro la Sampdoria, realizza il suo primo gol in campionato con la squadra piemontese. Una settimana dopo decide il derby di Torino, giocato sul campo dei granata, con un gol all'86'. Termina la prima stagione a Torino con 43 presenze in tutte le competizioni e 3 gol in campionato. Nella stagione seguente, 2022-2023, totalizza 49 presenze senza nessun gol.
All'inizio dell'annata 2023-2024, il 22 ottobre, a sette anni di distanza decide di nuovo la classica con il Milan, stavolta segnando il gol dell'ex e della vittoria bianconera al 63'. Il successivo 11 novembre, in occasione della vittoria interna sul Cagliari, indossa per la prima volta la fascia di capitano del club. Chiude la stagione con la vittoria del suo primo trofeo in maglia bianconera, la Coppa Italia, pur dovendo saltare la finale di Roma contro l'Atalanta per squalifica.
A metà dell'annata 2024-2025, stante la partenza di Danilo, da gennaio Locatelli diventa il nuovo capitano della squadra. Segna la sua prima rete stagionale nel big match sul campo della Roma (1-1), siglando il momentaneo vantaggio bianconero. Il suo secondo gol, arrivato su calcio di rigore, è anche l'ultimo del campionato juventino, quello che vale la vittoria per 3-2 sul campo del Venezia e certifica la qualificazione dei piemontesi in UEFA Champions League.

### Nazionale

#### Nazionali giovanili
Dopo alcune presenze nelle nazionali giovanili italiane Under-15 e Under-16, nel 2013 entra nel giro dell'Under-17, con cui nel 2015 disputa l'Europeo Under-17. Nel 2016 prende parte all'Europeo Under-19: in tale manifestazione mette a segno un gol, su punizione, nel secondo incontro della fase a gironi, pareggiato per 1-1 contro l'Austria. Gli azzurrini si arrenderanno solo in finale, sconfitti 4-0 dalla Francia.
Il 23 marzo 2017, a 19 anni, esordisce con l'Under-21 nella gara amichevole contro la Polonia. Viene quindi inserito dal CT Di Biagio nella lista dei 23 convocati per l'Europeo Under-21 2017 in Polonia, dove ottiene due presenze entrando dalla panchina. A due anni dall'esordio, il 25 marzo 2019, segna la sua prima rete in Under-21, nella partita amichevole pareggiata 2-2 a Frosinone contro la Croazia. Viene convocato per l'Europeo Under-21 2019 in Italia, dove scende in campo unicamente nell'ultima partita della fase a gironi.
Nel settembre 2019 diventa il capitano del nuovo ciclo dell'Under-21, sotto la guida del neo CT Paolo Nicolato.

#### Nazionale maggiore

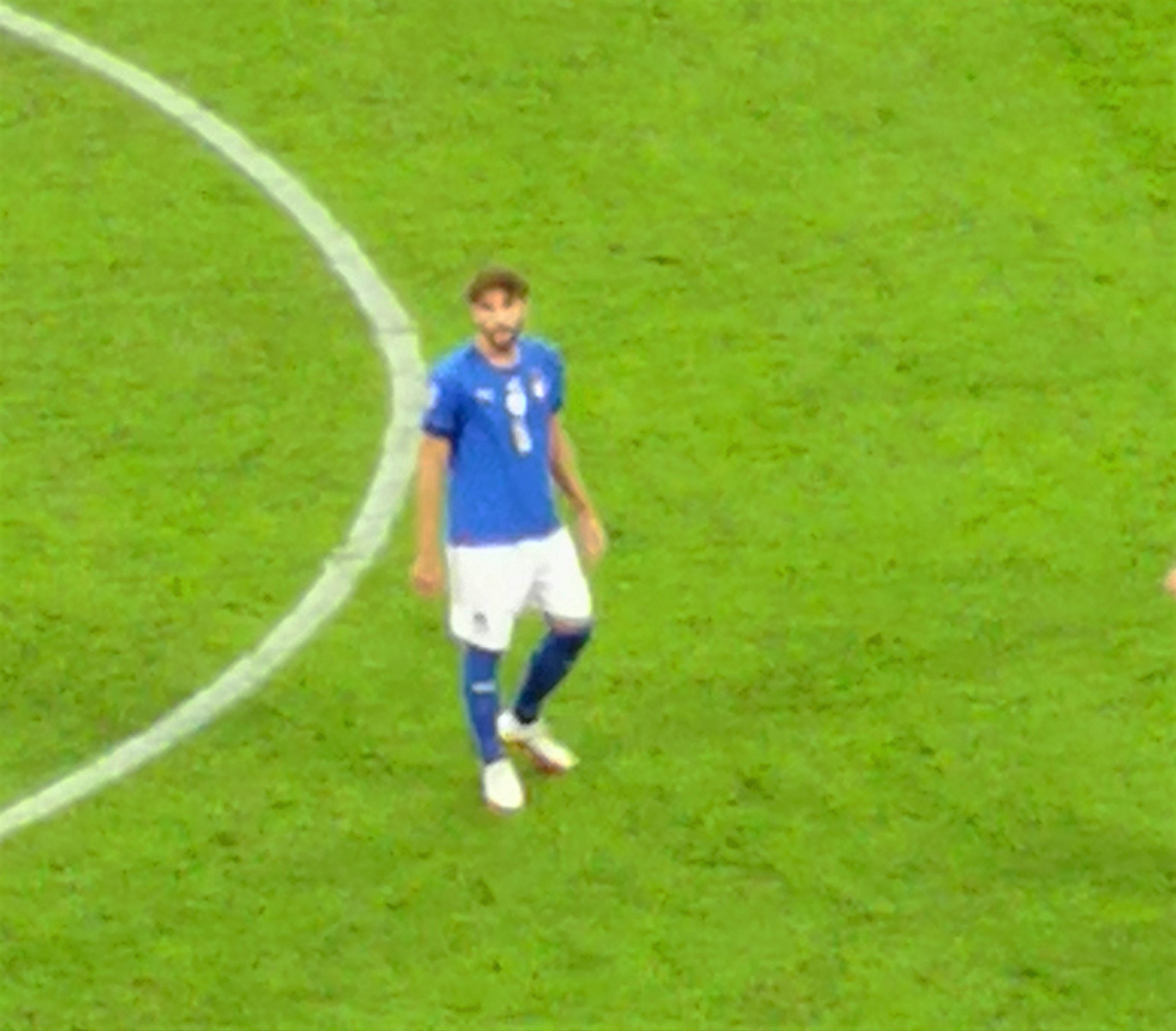
Locatelli nella semifinale di UEFA Nations League contro la Spagna nel 2021

Il 27 agosto 2020 riceve dal CT Roberto Mancini la sua prima convocazione in nazionale, e il successivo 7 settembre, a 22 anni, esordisce giocando titolare nella partita di UEFA Nations League vinta 1-0 contro i Paesi Bassi ad Amsterdam. Trova subito spazio, e il 28 marzo 2021 segna il suo primo gol in nazionale, nella partita delle qualificazioni mondiali vinta per 2-0 contro la Bulgaria a Sofia.
Nel giugno 2021 viene convocato per il campionato europeo, dove inizia da titolare e nella seconda partita della fase a gironi realizza una doppietta nella gara vinta per 3-0 contro la Svizzera a Roma, venendo eletto miglior giocatore della partita. Utilizzato anche negli ottavi e in semifinale (dove sbaglia il suo tentativo nell'epilogo ai tiri di rigore), entra al posto di Verratti nel primo tempo supplementare della finale di Wembley vinta ai rigori contro l'Inghilterra, laureandosi campione d'Europa.
Il successivo 30 settembre viene inserito tra i 23 convocati per la fase finale della Nations League 2020-2021, dove l'Italia ottiene il terzo posto.
Successivamente trova meno spazio e salta, per scelta tecnica, sia la fase finale della Nations League nel 2023 che il campionato d'Europa 2024.

## Statistiche

### Presenze e reti nei club
Statistiche aggiornate al 1º luglio 2025.
| Stagione        | Squadra         | Campionato      | Campionato | Campionato | Coppe nazionali | Coppe nazionali | Coppe nazionali | Coppe continentali | Coppe continentali | Coppe continentali | Altre coppe | Altre coppe | Altre coppe | Totale | Totale |
| Stagione        | Squadra         | Comp            | Pres       | Reti       | Comp            | Pres            | Reti            | Comp               | Pres               | Reti               | Comp        | Pres        | Reti        | Pres   | Reti   |
| --------------- | --------------- | --------------- | ---------- | ---------- | --------------- | --------------- | --------------- | ------------------ | ------------------ | ------------------ | ----------- | ----------- | ----------- | ------ | ------ |
| 2015-2016       | Milan           | A               | 2          | 0          | CI              | 0               | 0               | -                  | -                  | -                  | -           | -           | -           | 2      | 0      |
| 2016-2017       | Milan           | A               | 25         | 2          | CI              | 2               | 0               | -                  | -                  | -                  | SI          | 1           | 0           | 28     | 2      |
| 2017-2018       | Milan           | A               | 21         | 0          | CI              | 3               | 0               | UEL                | 9                  | 0                  | -           | -           | -           | 33     | 0      |
| Totale Milan    | Totale Milan    | Totale Milan    | 48         | 2          |                 | 5               | 0               |                    | 9                  | 0                  |             | 1           | 0           | 63     | 2      |
| 2018-2019       | Sassuolo        | A               | 29         | 2          | CI              | 2               | 1               | -                  | -                  | -                  | -           | -           | -           | 31     | 3      |
| 2019-2020       | Sassuolo        | A               | 33         | 0          | CI              | 1               | 0               | -                  | -                  | -                  | -           | -           | -           | 34     | 0      |
| 2020-2021       | Sassuolo        | A               | 34         | 4          | CI              | 0               | 0               | -                  | -                  | -                  | -           | -           | -           | 34     | 4      |
| Totale Sassuolo | Totale Sassuolo | Totale Sassuolo | 96         | 6          |                 | 3               | 1               |                    | -                  | -                  |             | -           | -           | 99     | 7      |
| 2021-2022       | Juventus        | A               | 31         | 3          | CI              | 4               | 0               | UCL                | 7                  | 0                  | SI          | 1           | 0           | 43     | 3      |
| 2022-2023       | Juventus        | A               | 32         | 0          | CI              | 4               | 0               | UCL+UEL            | 5+8                | 0                  | -           | -           | -           | 49     | 0      |
| 2023-2024       | Juventus        | A               | 36         | 1          | CI              | 4               | 0               | -                  | -                  | -                  | -           | -           | -           | 40     | 1      |
| 2024-2025       | Juventus        | A               | 36         | 2          | CI              | 2               | 0               | UCL                | 9                  | 0                  | SI+Cmc      | 1+3         | 0           | 51     | 2      |
| Totale Juventus | Totale Juventus | Totale Juventus | 135        | 6          |                 | 14              | 0               |                    | 29                 | 0                  |             | 5           | 0           | 183    | 6      |
| Totale carriera | Totale carriera | Totale carriera | 279        | 14         |                 | 22              | 1               |                    | 38                 | 0                  |             | 6           | 0           | 345    | 15     |

### Cronologia presenze e reti in nazionale
| Cronologia completa delle presenze e delle reti in nazionale ― Italia | Cronologia completa delle presenze e delle reti in nazionale ― Italia | Cronologia completa delle presenze e delle reti in nazionale ― Italia | Cronologia completa delle presenze e delle reti in nazionale ― Italia | Cronologia completa delle presenze e delle reti in nazionale ― Italia | Cronologia completa delle presenze e delle reti in nazionale ― Italia | Cronologia completa delle presenze e delle reti in nazionale ― Italia | Cronologia completa delle presenze e delle reti in nazionale ― Italia |
| Data                                                                  | Città                                                                 | In casa                                                               | Risultato                                                             | Ospiti                                                                | Competizione                                                          | Reti                                                                  | Note                                                                  |
| --------------------------------------------------------------------- | --------------------------------------------------------------------- | --------------------------------------------------------------------- | --------------------------------------------------------------------- | --------------------------------------------------------------------- | --------------------------------------------------------------------- | --------------------------------------------------------------------- | --------------------------------------------------------------------- |
| 7-9-2020                                                              | Amsterdam                                                             | Paesi Bassi                                                           | 0 – 1                                                                 | Italia                                                                | UEFA Nations League 2020-2021 - 1º turno                              | -                                                                     | 81’                                                                   |
| 7-10-2020                                                             | Firenze                                                               | Italia                                                                | 6 – 0                                                                 | Moldavia                                                              | Amichevole                                                            | -                                                                     |                                                                       |
| 11-10-2020                                                            | Danzica                                                               | Polonia                                                               | 0 – 0                                                                 | Italia                                                                | UEFA Nations League 2020-2021 - 1º turno                              | -                                                                     | 78’                                                                   |
| 14-10-2020                                                            | Bergamo                                                               | Italia                                                                | 1 – 1                                                                 | Paesi Bassi                                                           | UEFA Nations League 2020-2021 - 1º turno                              | -                                                                     | 56’                                                                   |
| 15-11-2020                                                            | Reggio Emilia                                                         | Italia                                                                | 2 – 0                                                                 | Polonia                                                               | UEFA Nations League 2020-2021 - 1º turno                              | -                                                                     |                                                                       |
| 18-11-2020                                                            | Sarajevo                                                              | Bosnia ed Erzegovina                                                  | 0 – 2                                                                 | Italia                                                                | UEFA Nations League 2020-2021 - 1º turno                              | -                                                                     |                                                                       |
| 25-3-2021                                                             | Parma                                                                 | Italia                                                                | 2 – 0                                                                 | Irlanda del Nord                                                      | Qual. Mondiali 2022                                                   | -                                                                     | 84’                                                                   |
| 28-3-2021                                                             | Sofia                                                                 | Bulgaria                                                              | 0 – 2                                                                 | Italia                                                                | Qual. Mondiali 2022                                                   | 1                                                                     | 67’ 84’                                                               |
| 31-3-2021                                                             | Vilnius                                                               | Lituania                                                              | 0 – 2                                                                 | Italia                                                                | Qual. Mondiali 2022                                                   | -                                                                     | 70’                                                                   |
| 4-6-2021                                                              | Bologna                                                               | Italia                                                                | 4 – 0                                                                 | Rep. Ceca                                                             | Amichevole                                                            | -                                                                     |                                                                       |
| 11-6-2021                                                             | Roma                                                                  | Turchia                                                               | 0 – 3                                                                 | Italia                                                                | Euro 2020 - 1º turno                                                  | -                                                                     | 73’                                                                   |
| 16-6-2021                                                             | Roma                                                                  | Italia                                                                | 3 – 0                                                                 | Svizzera                                                              | Euro 2020 - 1º turno                                                  | 2                                                                     | 86’                                                                   |
| 26-6-2021                                                             | Londra                                                                | Italia                                                                | 2 – 1 dts                                                             | Austria                                                               | Euro 2020 - Ottavi di finale                                          | -                                                                     | 67’                                                                   |
| 6-7-2021                                                              | Londra                                                                | Italia                                                                | 1 – 1 dts (4 – 2 dtr)                                                 | Spagna                                                                | Euro 2020 - Semifinale                                                | -                                                                     | 85’                                                                   |
| 11-7-2021                                                             | Londra                                                                | Italia                                                                | 1 – 1 dts (3 – 2 dtr)                                                 | Inghilterra                                                           | Euro 2020 - Finale                                                    | -                                                                     | 96’                                                                   |
| 5-9-2021                                                              | Basilea                                                               | Svizzera                                                              | 0 – 0                                                                 | Italia                                                                | Qual. Mondiali 2022                                                   | -                                                                     | 77’                                                                   |
| 6-10-2021                                                             | Milano                                                                | Italia                                                                | 1 – 2                                                                 | Spagna                                                                | UEFA Nations League 2020-2021 - Semifinale                            | -                                                                     | 58’ 82’                                                               |
| 10-10-2021                                                            | Torino                                                                | Italia                                                                | 2 – 1                                                                 | Belgio                                                                | UEFA Nations League 2020-2021 - Finale 3º posto                       | -                                                                     |                                                                       |
| 12-11-2021                                                            | Roma                                                                  | Italia                                                                | 1 – 1                                                                 | Svizzera                                                              | Qual. Mondiali 2022                                                   | -                                                                     | 58’                                                                   |
| 15-11-2021                                                            | Belfast                                                               | Irlanda del Nord                                                      | 0 – 0                                                                 | Italia                                                                | Qual. Mondiali 2022                                                   | -                                                                     | 68’                                                                   |
| 29-3-2022                                                             | Konya                                                                 | Turchia                                                               | 2 – 3                                                                 | Italia                                                                | Amichevole                                                            | -                                                                     | 76’                                                                   |
| 1-6-2022                                                              | Londra                                                                | Italia                                                                | 0 – 3                                                                 | Argentina                                                             | Coppa dei Campioni CONMEBOL-UEFA 2022                                 | -                                                                     | 46’                                                                   |
| 7-6-2022                                                              | Cesena                                                                | Italia                                                                | 2 – 1                                                                 | Ungheria                                                              | UEFA Nations League 2022-2023 - 1º turno                              | -                                                                     | 66’                                                                   |
| 11-6-2022                                                             | Wolverhampton                                                         | Inghilterra                                                           | 0 – 0                                                                 | Italia                                                                | UEFA Nations League 2022-2023 - 1º turno                              | -                                                                     | 25’ 65’                                                               |
| 12-9-2023                                                             | Milano                                                                | Italia                                                                | 2 – 1                                                                 | Ucraina                                                               | Qual. Euro 2024                                                       | -                                                                     |                                                                       |
| 14-10-2023                                                            | Bari                                                                  | Italia                                                                | 4 – 0                                                                 | Malta                                                                 | Qual. Euro 2024                                                       | -                                                                     |                                                                       |
| 21-3-2024                                                             | Fort Lauderdale                                                       | Venezuela                                                             | 1 – 2                                                                 | Italia                                                                | Amichevole                                                            | -                                                                     | 65’                                                                   |
| 24-3-2024                                                             | Harrison                                                              | Ecuador                                                               | 0 – 2                                                                 | Italia                                                                | Amichevole                                                            | -                                                                     | 67’                                                                   |
| 14-11-2024                                                            | Bruxelles                                                             | Belgio                                                                | 0 – 1                                                                 | Italia                                                                | UEFA Nations League 2024-2025 - 1º turno                              | -                                                                     | 79’                                                                   |
| 17-11-2024                                                            | Milano                                                                | Italia                                                                | 1 – 3                                                                 | Francia                                                               | UEFA Nations League 2024-2025 - 1º turno                              | -                                                                     | 67’                                                                   |
| Totale                                                                |                                                                       | Presenze                                                              | 30                                                                    |                                                                       | Reti                                                                  | 3                                                                     |                                                                       |

| Cronologia completa delle presenze e delle reti in nazionale ― Italia under 21 | Cronologia completa delle presenze e delle reti in nazionale ― Italia under 21 | Cronologia completa delle presenze e delle reti in nazionale ― Italia under 21 | Cronologia completa delle presenze e delle reti in nazionale ― Italia under 21 | Cronologia completa delle presenze e delle reti in nazionale ― Italia under 21 | Cronologia completa delle presenze e delle reti in nazionale ― Italia under 21 | Cronologia completa delle presenze e delle reti in nazionale ― Italia under 21 | Cronologia completa delle presenze e delle reti in nazionale ― Italia under 21 |
| Data                                                                           | Città                                                                          | In casa                                                                        | Risultato                                                                      | Ospiti                                                                         | Competizione                                                                   | Reti                                                                           | Note                                                                           |
| ------------------------------------------------------------------------------ | ------------------------------------------------------------------------------ | ------------------------------------------------------------------------------ | ------------------------------------------------------------------------------ | ------------------------------------------------------------------------------ | ------------------------------------------------------------------------------ | ------------------------------------------------------------------------------ | ------------------------------------------------------------------------------ |
| 23-3-2017                                                                      | Cracovia                                                                       | Polonia under 21                                                               | 1 – 2                                                                          | Italia under 21                                                                | Amichevole                                                                     | -                                                                              | 61’                                                                            |
| 27-3-2017                                                                      | Roma                                                                           | Italia under 21                                                                | 1 – 2                                                                          | Spagna under 21                                                                | Amichevole                                                                     | -                                                                              | 57’                                                                            |
| 24-6-2017                                                                      | Cracovia                                                                       | Italia under 21                                                                | 1 – 0                                                                          | Germania under 21                                                              | Europeo Under-21 2017 - 1º turno                                               | -                                                                              | 85’                                                                            |
| 27-6-2017                                                                      | Cracovia                                                                       | Italia under 21                                                                | 1 – 3                                                                          | Spagna under 21                                                                | Europeo Under-21 2017 - Semifinale                                             | -                                                                              | 62’                                                                            |
| 1-9-2017                                                                       | Toledo                                                                         | Spagna under 21                                                                | 3 – 0                                                                          | Italia under 21                                                                | Amichevole                                                                     | -                                                                              | 76’                                                                            |
| 4-9-2017                                                                       | Cittadella                                                                     | Italia under 21                                                                | 4 – 1                                                                          | Slovenia under 21                                                              | Amichevole                                                                     | -                                                                              | 81’                                                                            |
| 5-10-2017                                                                      | Budapest                                                                       | Ungheria under 21                                                              | 2 – 6                                                                          | Italia under 21                                                                | Amichevole                                                                     | -                                                                              | 61’                                                                            |
| 10-10-2017                                                                     | Ferrara                                                                        | Italia under 21                                                                | 4 – 0                                                                          | Marocco under 21                                                               | Amichevole                                                                     | -                                                                              | 76’                                                                            |
| 25-5-2018                                                                      | Estoril                                                                        | Portogallo under 21                                                            | 3 – 2                                                                          | Italia under 21                                                                | Amichevole                                                                     | -                                                                              | 68’                                                                            |
| 29-5-2018                                                                      | Besançon                                                                       | Francia under 21                                                               | 1 – 1                                                                          | Italia under 21                                                                | Amichevole                                                                     | -                                                                              | 90’                                                                            |
| 6-9-2018                                                                       | Dunajská Streda                                                                | Slovacchia under 21                                                            | 3 – 0                                                                          | Italia under 21                                                                | Amichevole                                                                     | -                                                                              | 68’                                                                            |
| 11-9-2018                                                                      | Cagliari                                                                       | Italia under 21                                                                | 3 – 1                                                                          | Albania under 21                                                               | Amichevole                                                                     | -                                                                              | 56’                                                                            |
| 11-10-2018                                                                     | Udine                                                                          | Italia under 21                                                                | 0 – 1                                                                          | Belgio under 21                                                                | Amichevole                                                                     | -                                                                              | 71’                                                                            |
| 15-10-2018                                                                     | Vicenza                                                                        | Italia under 21                                                                | 2 – 0                                                                          | Tunisia under 21                                                               | Amichevole                                                                     | -                                                                              | 79’                                                                            |
| 19-11-2018                                                                     | Reggio Emilia                                                                  | Italia under 21                                                                | 1 – 2                                                                          | Germania under 21                                                              | Amichevole                                                                     | -                                                                              | 70’                                                                            |
| 21-3-2019                                                                      | Trieste                                                                        | Italia under 21                                                                | 0 – 0                                                                          | Austria under 21                                                               | Amichevole                                                                     | -                                                                              | 82’                                                                            |
| 25-3-2019                                                                      | Frosinone                                                                      | Italia under 21                                                                | 2 – 2                                                                          | Croazia under 21                                                               | Amichevole                                                                     | 1                                                                              |                                                                                |
| 22-6-2019                                                                      | Reggio Emilia                                                                  | Belgio under 21                                                                | 1 – 3                                                                          | Italia under 21                                                                | Europeo Under-21 2019 - 1º turno                                               | -                                                                              | 65’ 72’                                                                        |
| 10-9-2019                                                                      | Castel di Sangro                                                               | Italia under 21                                                                | 5 – 0                                                                          | Lussemburgo under 21                                                           | Qual. Europeo Under-21 2021                                                    | 1                                                                              | cap. 10’ 77’                                                                   |
| 10-10-2019                                                                     | Dublino                                                                        | Irlanda under 21                                                               | 0 – 0                                                                          | Italia under 21                                                                | Qual. Europeo Under-21 2021                                                    | -                                                                              | cap.                                                                           |
| 14-10-2019                                                                     | Erevan                                                                         | Armenia under 21                                                               | 0 – 1                                                                          | Italia under 21                                                                | Qual. Europeo Under-21 2021                                                    | -                                                                              | cap.                                                                           |
| 16-11-2019                                                                     | Ferrara                                                                        | Italia under 21                                                                | 3 – 0                                                                          | Islanda under 21                                                               | Qual. Europeo Under-21 2021                                                    | -                                                                              | cap.                                                                           |
| 19-11-2019                                                                     | Catania                                                                        | Italia under 21                                                                | 6 – 0                                                                          | Armenia under 21                                                               | Qual. Europeo Under-21 2021                                                    | -                                                                              | cap. 83’                                                                       |
| Totale                                                                         |                                                                                | Presenze                                                                       | 23                                                                             |                                                                                | Reti                                                                           | 2                                                                              |                                                                                |

## Palmarès

### Club
- Supercoppa italiana: 1

Milan: 2016
- Coppa Italia: 1

Juventus: 2023-2024

### Nazionale
- Campionato d'Europa: 1

Europa 2020

### Individuale
- Premio Bulgarelli Number 8: 1

2021